# Burak Yeter
Burak Yeter Amszterdam, (Hollandia) vagy Trabzon (Törökország) 1982. május 5. –) török származású lemezlovas, DJ, producer. Egy 2013 és 2016-os interjúban azt állította, hogy a törökországi Trabzonban született.

## Fiatalkora
Burak Yeter honlapja szerint 1982. május 5-én született Amszterdamban, Hollandiában. 5 évesen zongorázni tanult, majd 8 éves korában kezdett el gitározni. Az Akdeniz Egyetemen diplomázott, azt követően Londonban telepedett le, majd hangmérnökként dolgozott a SAE Institute-nál.

## Zenei karrierje
Yeter 22 éves korában elismerést nyert a Burn & MTV DanceHeat által meghirdetett DJ versenyben 2004-ben, és ennek eredményeképpen Máltán az MTV Dance Floor Chart Party-n játszott, mint lemezlovas, majd ugyanebben az évben 2. helyezést ért el a Miller Master Dj versenyen, és ezek után, az elektronikus dance kategóriában tiszteletre méltó helyet szerzett magának.
Első, For Action Volume 1 című debütáló albuma 2005-ben jelent meg a DSM kiadónál. Ez az album volt az első szóló DJ album, mely világszinten megjelent. A második albuma, mely 2007-ben látott napvilágot, és a For Message Volume 2 címet kapta, figyelmeztet a világ globális felmelegedésére.
Yeter 2008-ban kötött szerződést a Pioneer céggel, és megnyitotta Amszterdamban, Isztambulban és Los Angelesben Dj iskoláit Burak Yeter A Connection Records DJ School néven, ahol jelenleg 2000 diák tanulja a lemezlovas szakmát.
2010-ben Yeter elnyerte a legjobb remix díját a Kral TV által meghirdetett kategóriában a török énekesnő Ajda Pekkan dalának remixével. A legjobb produber és DJ kategóriában a legjobb felfedezettnek járó díjat kapta meg. A 2012-ben megnyerte a legjobb remixért járó díjat szintén egy Ajda Pekkan és Arada Sirada  remixszel. Ebben az évben pedig megjelent remix albuma Blue címmel.
2013-ban megjelent a Storm című kislemez, mely slágerlistás helyezést ért el a Top 100-as kislemezlistán, és videóklip is készült a dalból.
Tíz év elteltével Yeter a Spinnin'Records kiadóval kötött új szerződést, és megjelent a Happy című kislemez, mely a hét legjobb dalává vált, majd ugyanebben az évben megjelent a Tuesday mely a legnagyobb sikerévé vált szerte a világban, és számos remix is készült belőle.

## Diszkográfia

### Stúdióalbumok
| Cím                  | Megjelenés                                                                  |
| -------------------- | --------------------------------------------------------------------------- |
| For Action Volume 1  | - Megjelent: 2005 - Label: DSM - Formátum: CD                               |
| For Message Volume 2 | - Megjelent: 2007 - Label: DSM - Formátum: CD                               |
| Blue                 | - Megjelent: 2012 június 26 - Label: DSM - Formátum: Digitális letöltés, CD |

### Kislemezek
| Év   | Dal                                    | Legmagasabb helyezések | Legmagasabb helyezések | Legmagasabb helyezések | Legmagasabb helyezések | Legmagasabb helyezések | Legmagasabb helyezések | Díjak, elismerések                                                                                             |
| Év   | Dal                                    | AUT                    | GER                    | FIN                    | FRA                    | POL                    | SWI                    | Díjak, elismerések                                                                                             |
| ---- | -------------------------------------- | ---------------------- | ---------------------- | ---------------------- | ---------------------- | ---------------------- | ---------------------- | --- |
|      |                                        |                        |                        |                        |                        |                        |                        | |
| 2015 | "Kingdom Falls"                        | —                      | —                      | —                      | —                      | —                      | —                      | |
| 2016 | "Reckless" (featuring Delaney Jane)    | —                      | —                      | —                      | —                      | —                      | —                      | |
| 2016 | "Happy"                                | —                      | —                      | —                      | —                      | —                      | —                      | |
| 2016 | "Tuesday" (featuring Danelle Sandoval) | 2                      | 2                      | 4                      | 6                      | 3                      | 4                      | - BEA: Arany - BVMI: Platina - FIMI: Arany - IFPI AUT: Arany - IFPI SWI: Platina - SNEP: Gyémánt - ZPAV: Arany |
| 2016 | "Go"                                   | —                      | —                      | —                      | —                      | —                      | —                      | |
| 2017 | "GO 2.0" (Burak Yeter x Ryan Riback)   | —                      | —                      | —                      | —                      | —                      | —                      | |

## Remixek
- 2017 Alan Walker – "Sing Me To Sleep" (Burak Yeter Remix)[24]
- 2017 Anne-Marie – "Ciao Adios" (Burak Yeter Remix)[25]
- 2017 Reyko – "Spinning Over You" (Burak Yeter Remix)[26]

## Díjak, elismerések
| Arany - Belgium - 2017: Tuesday - Dánia - 2017: Tuesday - Olaszország - 2017: Tuesday - Lengyelország - 2017: Tuesday Platina - Franciaország - 2017: Tuesday | \| Ország \| Arany \| Platina \| Források \| \| -------- \| ----- \| ------- \| ------------------- \| \| BEL \| 1 \| 0 \| ultratop.be \| \| DNK \| 1 \| 0 \| ifpi.dk \| \| DEU \| 0 \| 1 \| musikindustrie.de \| \| FRA \| 0 \| 1 \| snepmusique.com \| \| ITA \| 1 \| 0 \| fimi.it \| \| AUT \| 0 \| 1 \| ifpi.at \| \| POL \| 1 \| 0 \| bestsellery.zpav.pl \| \| SUI \| 0 \| 1 \| hitparade.ch \| \| Összesen \| 4 \| 4 \| \| |         |                     |
| Ország | Arany | Platina | Források            |
| BEL | 1 | 0       | ultratop.be         |
| DNK | 1 | 0       | ifpi.dk             |
| DEU | 0 | 1       | musikindustrie.de   |
| FRA | 0 | 1       | snepmusique.com     |
| ITA | 1 | 0       | fimi.it             |
| AUT | 0 | 1       | ifpi.at             |
| POL | 1 | 0       | bestsellery.zpav.pl |
| SUI | 0 | 1       | hitparade.ch        |
| Összesen | 4 | 4       |                     |

## Jelölések, helyezések
| Év   | Díjak                      | Kategória                         | Jelölések                   | Eredmények |
| ---- | -------------------------- | --------------------------------- | --------------------------- | ---------- |
| 2012 | Kral TV Music Awards       | Legjobb remixer                   | Haberin Olsun by Bengü      | Jelölve    |
| 2011 | Kral TV Music Awards       | Legjobb remixer                   | Arada Sırada by Ajda Pekkan | Elnyerte   |
| 2010 | Kral TV Music Awards       | Legjobb remixer                   | Oyalama Beni by Ajda Pekkan | Elnyerte   |
| 2006 | Malta Shakedown DJ Contest | A legjobb elektronikus előadó, dj | Burak Yeter                 | Elnyerte   |
| 2005 | Miller Master DJ Contest   | A legjobb elektronikus előadó, dj | Burak Yeter                 | Elnyerte   |
| 2004 | MTV and Burn DJ Contest    | A legjobb elektronikus előadó, dj | Burak Yeter                 | Elnyerte   |